# Benjamin F. Isherwood

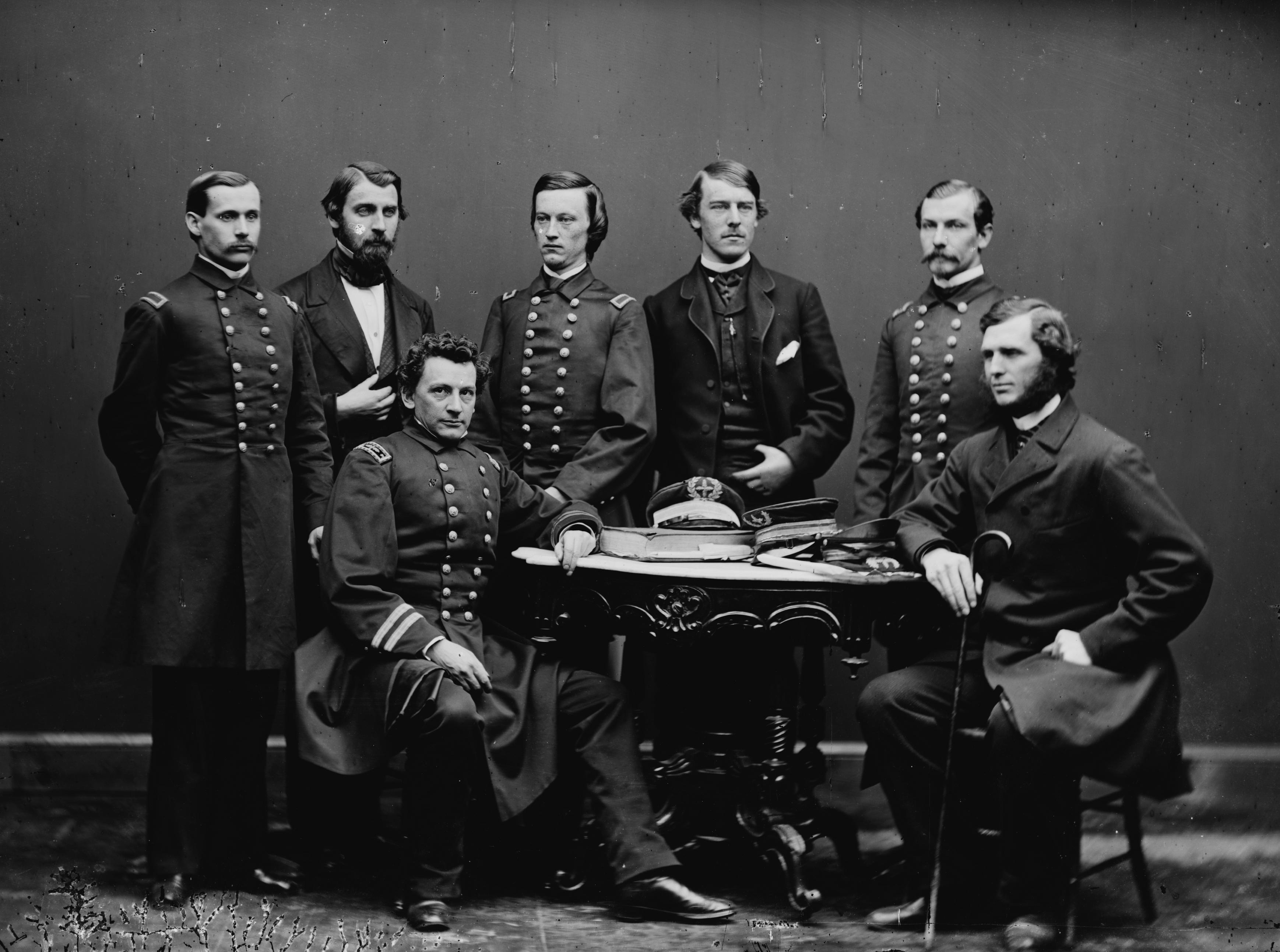
Benjamin F. Isherwood mit Mannschaft, zwischen 1860 und 1865

Benjamin Franklin Isherwood (* 6. Oktober 1822 in New York City; † 19. Juni 1915 ebenda) war ein US-amerikanischer Eisenbahn- und Schiffbauingenieur.
Benjamin Isherwood war ein im Ingenieurbereich tätiger Offizier der United States Navy. Er diente dabei zunächst während des Mexikanisch-Amerikanischen Krieges als Maschineningenieur auf frühen dampfgetriebenen Kriegsschiffen der U.S. Navy. Nach Kriegsende wandte er sich der Entwicklung von Dampfantrieben zu. Er stieg bei dieser Grundlagenarbeit zum Konteradmiral auf und wirkte während des Sezessionskriegs als Engineer-in-Chief der Navy. Dabei wirkte er an der Gründung des Bureau of Steam Engineering der Navy mit.
| Personendaten    | Personendaten                                       |
| ---------------- | --------------------------------------------------- |
| NAME             | Isherwood, Benjamin F.                              |
| ALTERNATIVNAMEN  | Isherwood, Benjamin Franklin                        |
| KURZBESCHREIBUNG | US-amerikanischer Eisenbahn- und Schiffbauingenieur |
| GEBURTSDATUM     | 6. Oktober 1822                                     |
| GEBURTSORT       | New York                                            |
| STERBEDATUM      | 19. Juni 1915                                       |
| STERBEORT        | New York                                            |